# Världens välfärd
Världens välfärd: Fyra decennier som förändrade världen (ISBN 978-91-85935-00-0) är den första av Globaliseringsrådets 35 underlagsrapporter, skriven av Johan Norberg 2007. De fyra decennier som avses är tiden sedan 1960. Rapporten är en sammanställning av i huvudsak officiell, global statistik på områden som inkomst, fattigdom, hälsa, utbildning, miljö, krig och demokrati. Norberg vill mena att mänskligheten har "upplevt dramatiska framsteg". Till skillnad från boken Till världskapitalismens försvar, där Norberg tecknar en liknande positiv bild av utvecklingen, ger författaren även exempel på områden där utvecklingen kan ha gått i negativ riktning, exempelvis psykisk hälsa, självmord och brottslighet.
Rapporten har översatts till spanska.

## Mottagande
Tidskriften ETC lät ekonomhistorikern Daniel Ankarloo skriva en kritik av rapporten, som sedan utgjorde ett kapitel i boken Marknadsmyter: en kritisk betraktelse av nyliberala påståenden (ISBN 9789185949021). Ankarloo kritiserade att Norberg valt köpkraftsjusterade växelkurser i stället för marknadskurser vid inkomstjämförelser mellan länder. Han menade också att rapporten ensidigt använde ett absolut, inte relativt, fattigdomsbegrepp och dolde en ökning i ojämlikhet.
Johan Norberg tillbakavisar kritiken i en artikel i tidskriften Nyliberalen där han menar att hans metoder är de som är allmänt vedertagna och används i forskningen.
Sveriges utrikesminister Carl Bildt skrev på sin blogg att rapporten är "läsvärd".